# Růže pro Algernon (album)
Růže pro Algernon je první sólové studiové album zpěváka Aleše Brichty, vydané roku 1994 společností Popron Music.

## Seznam skladeb
| Pořadí | Název                                        | Délka |
| ------ | -------------------------------------------- | ----- |
| 1.     | 12 klíčů (Intro)                             | 1:27  |
| 2.     | Tulák po hvězdách                            | 4:09  |
| 3.     | Nejsem ten, o kom se ti zdá                  | 4:46  |
| 4.     | Výlet do bájí                                | 4:03  |
| 5.     | Kámoš dost fajn                              | 3:23  |
| 6.     | Sliby, chyby                                 | 2:59  |
| 7.     | Dívka s perlami ve vlasech (Gyongyhaju Lany) | 6:01  |
| 8.     | Barák na vodstřel                            | 4:53  |
| 9.     | Bla, bla, bla, bla                           | 3:23  |
| 10.    | Pokusná myš (Růže pro Algernon)              | 4:55  |
| 11.    | Homeless                                     | 4:34  |
| 12.    | Satanica                                     | 5:06  |
| 13.    | Vánoční                                      | 4:46  |

## Hudební aranžmá
1. 12 klíčů (Intro) – hudba: Miroslav Mach
2. Tulák po hvězdách – M.Mach / Aleš Brichta
3. Nejsem ten, o kom se ti zdá – M.Mach / A.Brichta
4. Výlet do bájí – hudba a text: A.Brichta
5. Kámoš dost fajn – Rodgers, Kirke, Yamauguchi, Bundrick, Paul Kossoff / A.Brichta
6. Sliby, chyby – M.Mach / A.Brichta
7. Dívka s perlami ve vlasech – G.Presser, A.Adamis / č.text: A.Brichta
8. Barák na vodstřel – hudba a text: A.Brichta
9. Bla, bla, bla, bla – hudba a text: A.Brichta
10. Pokusná myš (Růže pro Algernon) – hudba a text: A.Brichta
11. Homeless – M.Mach / A.Brichta
12. Satanica – hudba a text: A.Brichta
13. Vánoční – M.Mach / A.Brichta